# Fensterschürze

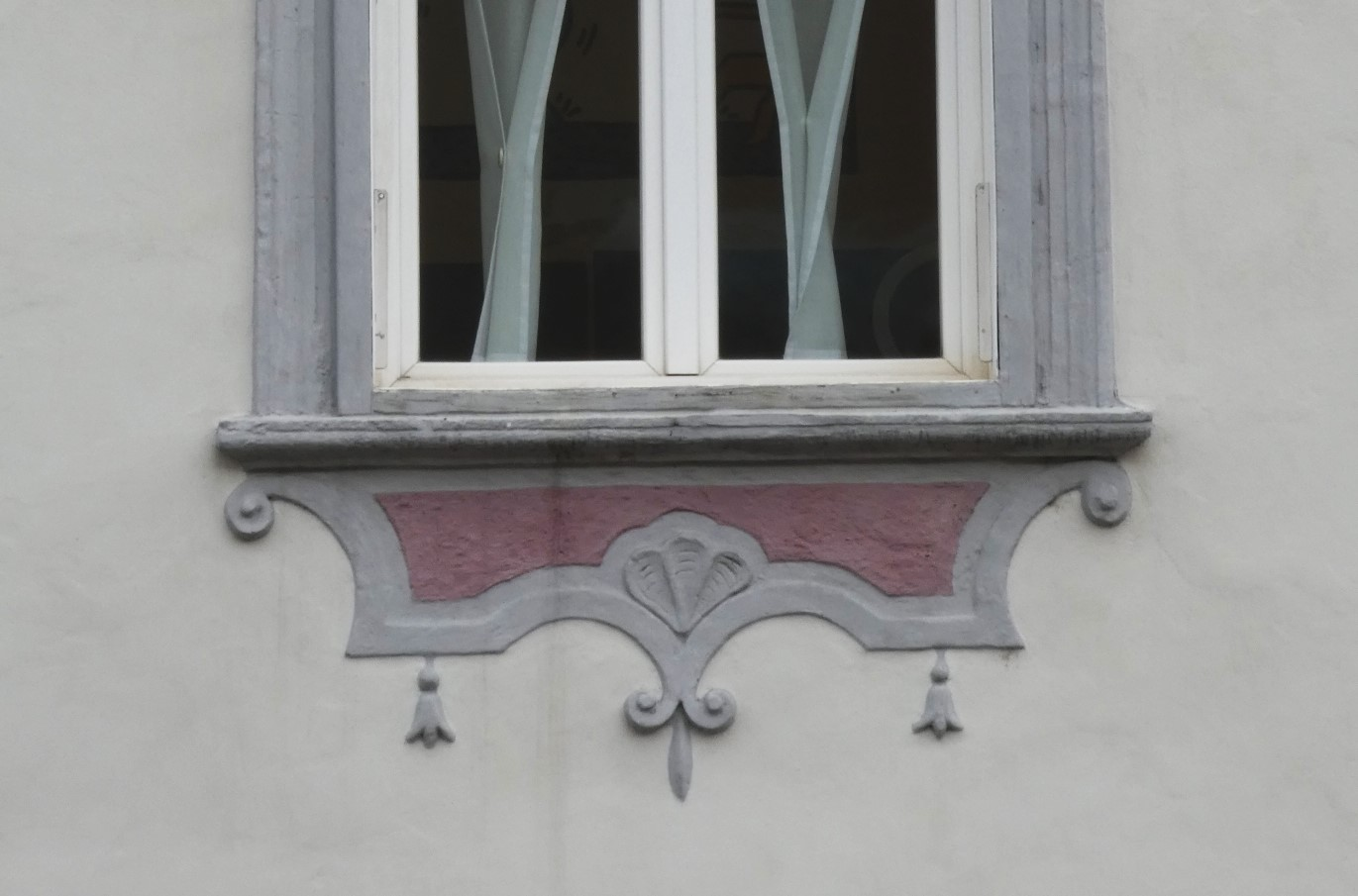
Fensterschürze

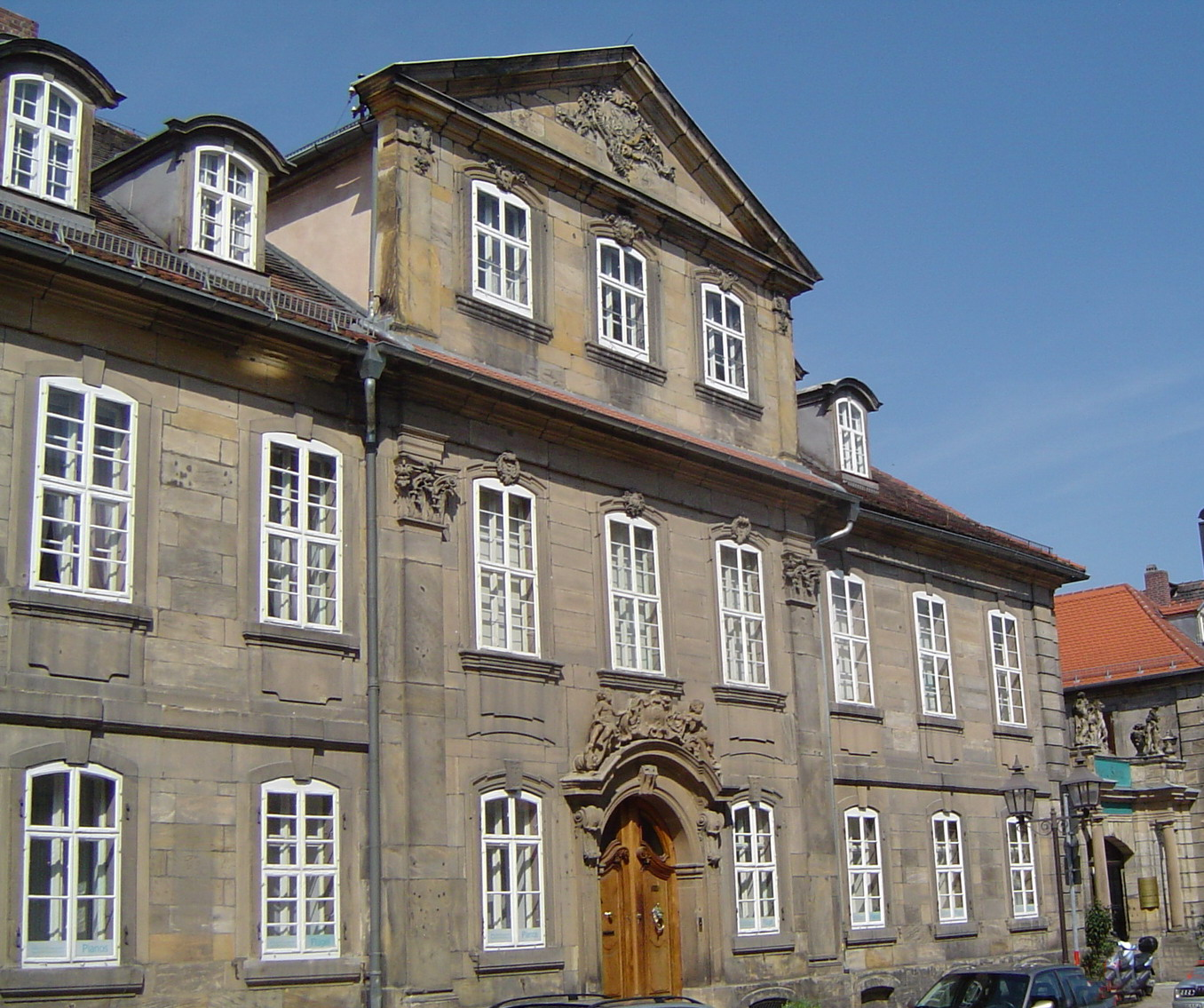
Steingraeber-Haus in Bayreuth nach Plänen von Joseph Saint-Pierre mit einfachen Fensterschürzen am ersten Obergeschoss

Die Fensterschürze ist in der historischen Architektur ein Zierelement der Fassaden, das unter Fenstern wie eine Schürze auf oder vor der Brüstung eines Fensters zu hängen scheint.

## Verwendung
Fensterschürzen sind eine in Stein und Putz dauerhaft übersetzte, repräsentative Zierform, die ihren Ursprung in eigentlich nur temporär zu festlichen Anlässen der Barockzeit vor die Fenster gehängten Textilien hat. Ein bekanntes textiles Beispiel ist die noch heute zu besonderen Anlässen verwendete monumentale Fensterschürze mit Papstwappen an der Benediktionsloggia des Petersdoms in Rom.
Fensterschürzen sind mehr oder weniger groß und erinnern manchmal nur fern an ihren textilen Ursprung. Sie dienen der Zier der Brüstungsfelder und betonen die Fensterachsen der Fassaden. Dieses Zierelement findet man im 18. und 19. Jahrhundert fast ausschließlich an Herrschaftsbauten und hochbürgerlichen Stadthäusern.

## Fensterschürzen im Bayreuther Umland

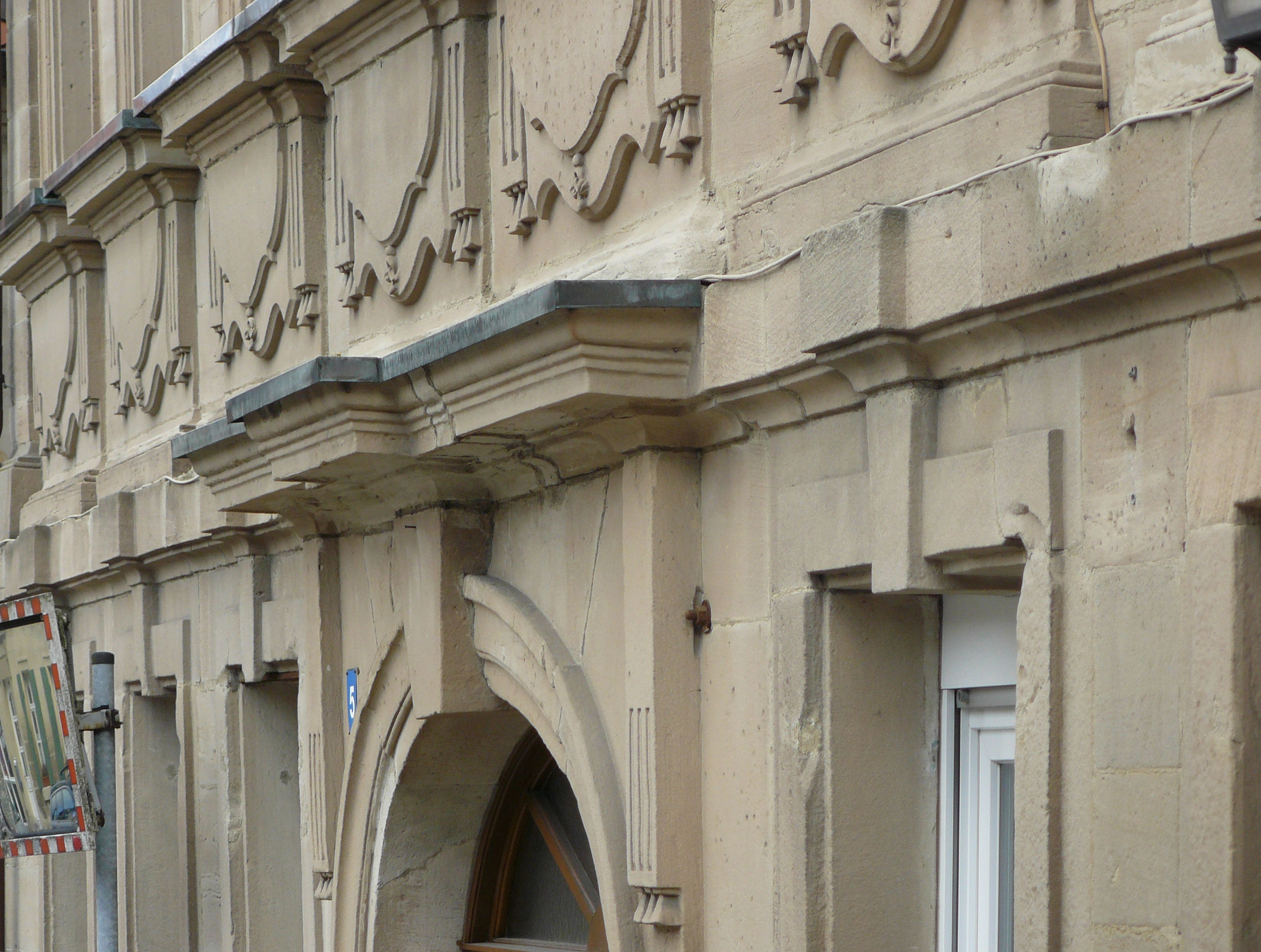
Bürgerhaus in Weidenberg mit barocken Ornamenten (z. B. Fensterschürzen)

Eine Besonderheit sind die Fensterschürzen aus Sandstein bei ländlichen Bürger- und Bauernhäusern im Landkreis Bayreuth (Oberfranken in Bayern), deren Entwicklung und Formen durch Fritz Angerer und Richard Zühlcke beschrieben worden sind.
Dort wurden im 18. und 19. Jahrhundert barocke Stilelemente der Bayreuther Bürgerhäuser auf dem Umweg über die Weidenberger Steinhäuser auf die Bauernhäuser des Landkreises weiter getragen, so auch die Fensterschürzen. Gelegentlich und regional unterschiedlich wird dieser Baustil auch mit dem Oberbegriff Bauernbarock bezeichnet. Außerhalb der Stadt tauchten Fensterschürzen erstmals an Häusern auf, die in Weidenberg nach der Brandkatastrophe des Jahres 1770 aus Lettenkohlensandstein neu gebaut wurden. Anstelle der 44 abgebrannten Holzhäuser ließ der markgräfliche Bauamtsleiter Johann Gottlieb Riedel dort „herrschaftliche“ zweigeschossige Häuser in geschlossenen Straßenzügen errichten. In Weidenberg wurde zuletzt 1776 ein Haus mit Fensterschürzen verziert.
Betrachtet man die Fensterschürzenornamente im Zeitraum von 1750 bis 1860, so lässt sich eine Entwicklung der Motive von anfänglich einfachen Formen bis hin zu plastisch hervortretenden Schmuckelementen feststellen. Es sieht so aus, als ob sich ein Wettbewerb der Bauherren um die schönste Fensterschürze entwickelt hatte.

### Galerie
Spielformen von Fensterschürzen an Bürger- und Bauernhäusern in Weidenberg (mit dem Gemeindeteilen Görschnitz, Lessau, Glotzdorf und Kattersreuth) sowie in Seulbitz und Bindlach aus den Jahren 1750–1860:

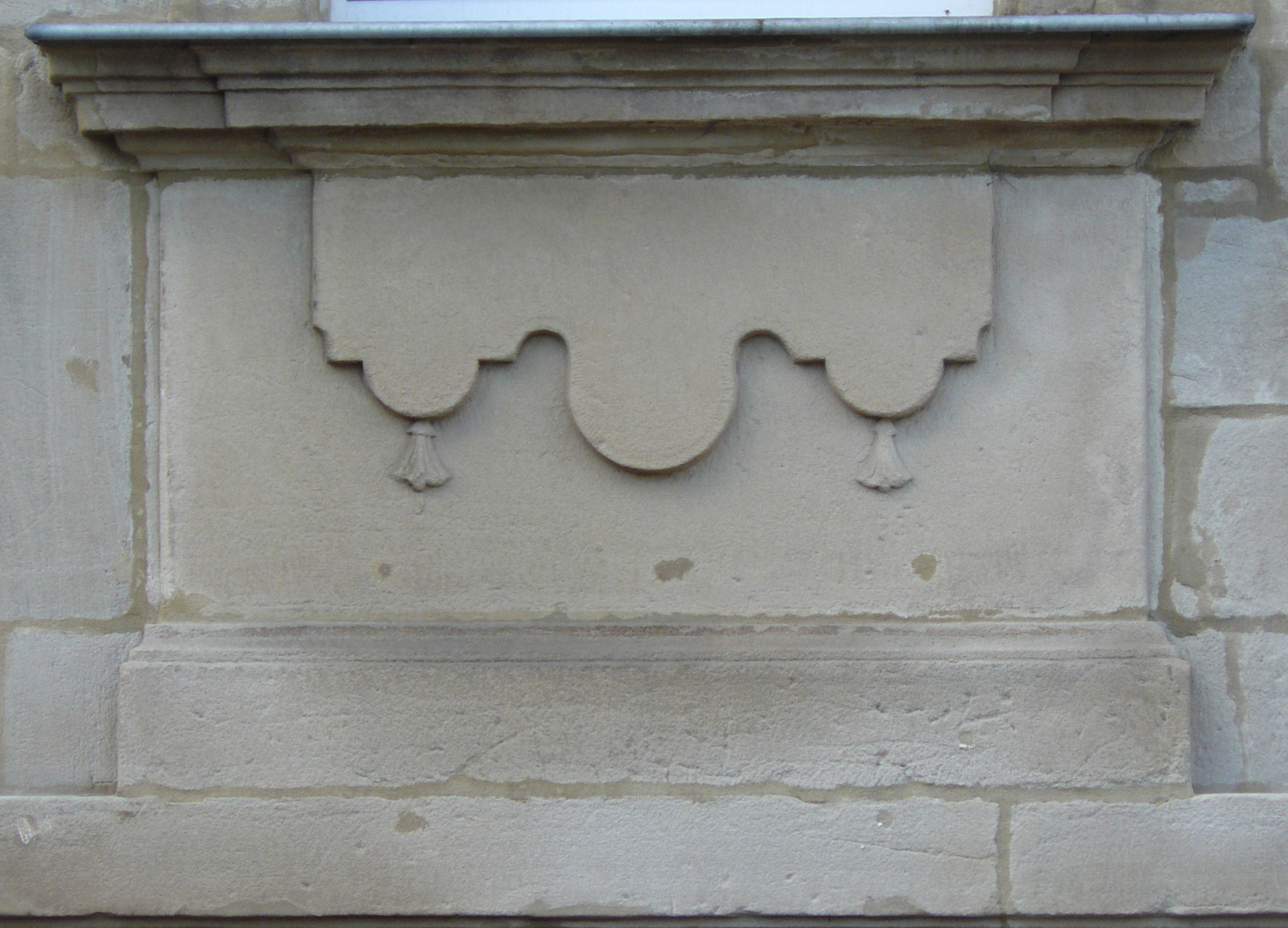
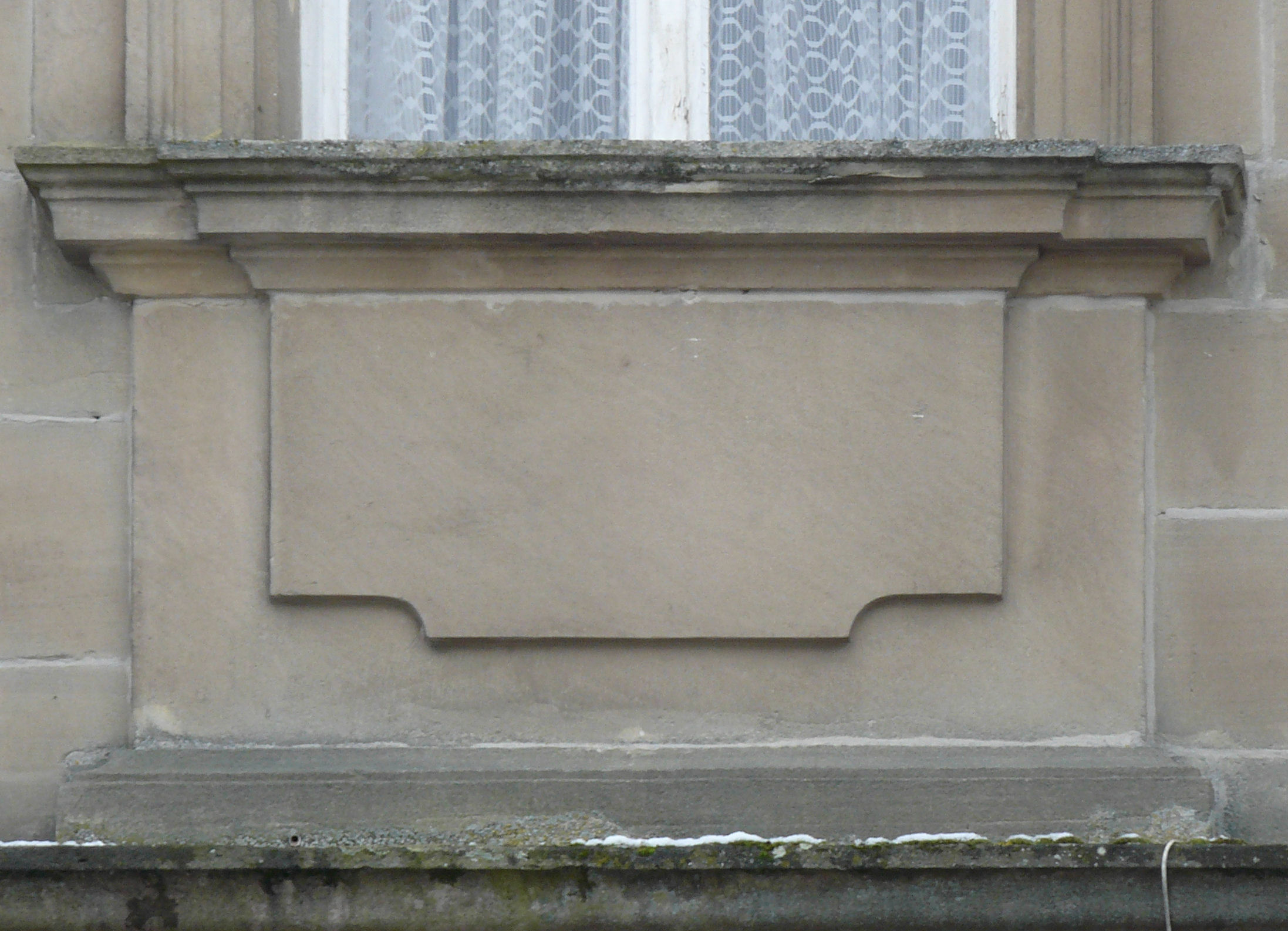
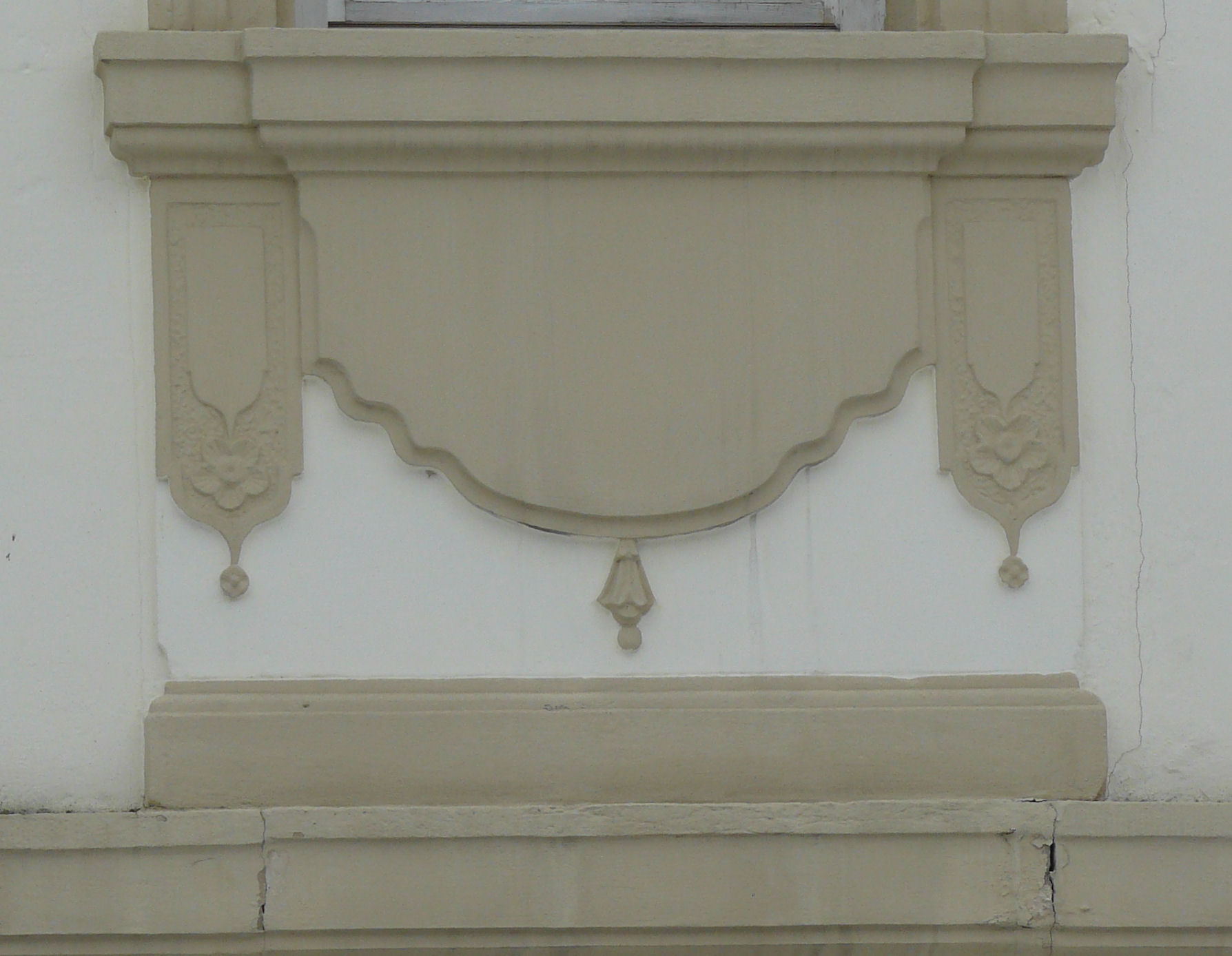
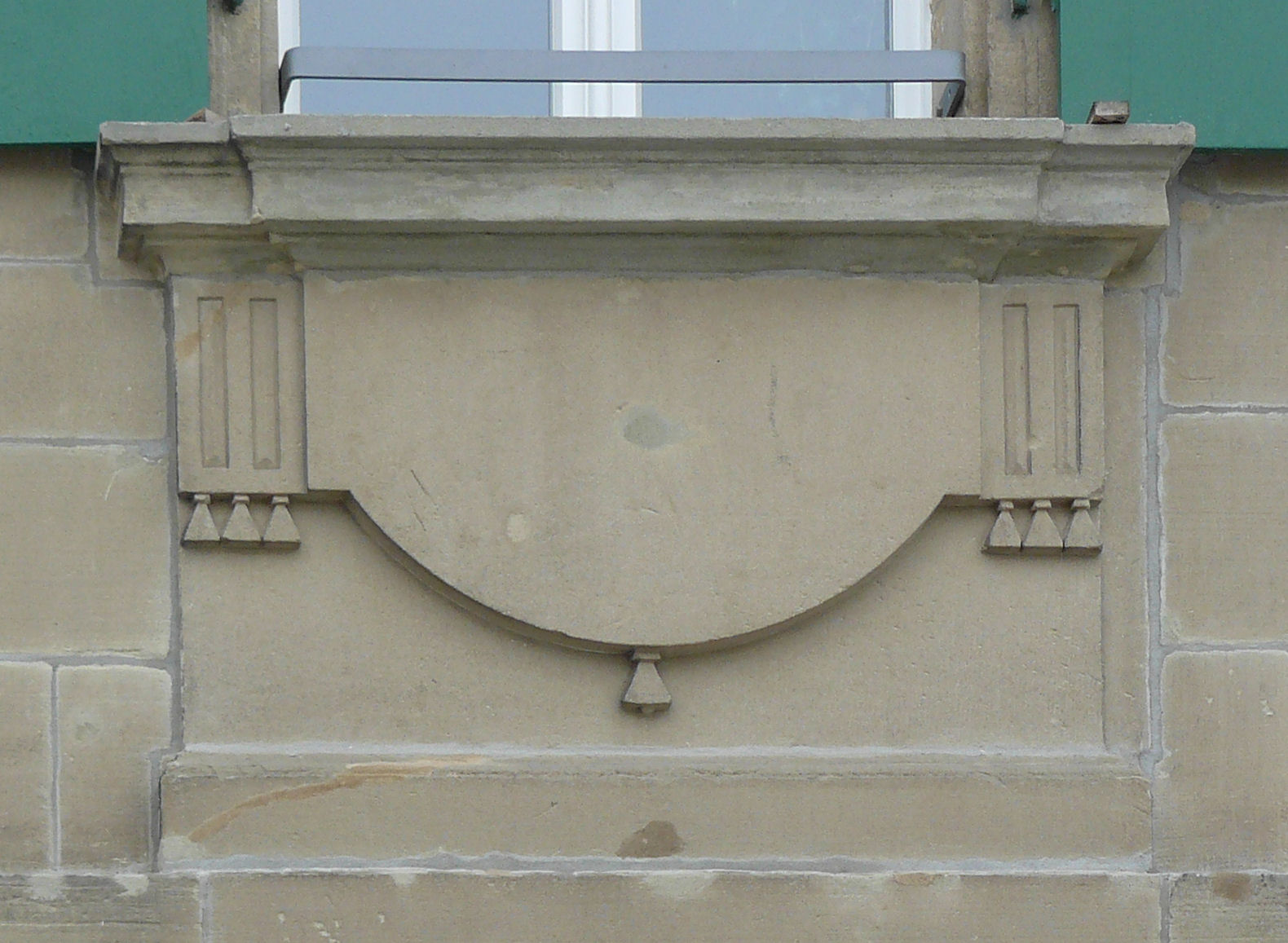
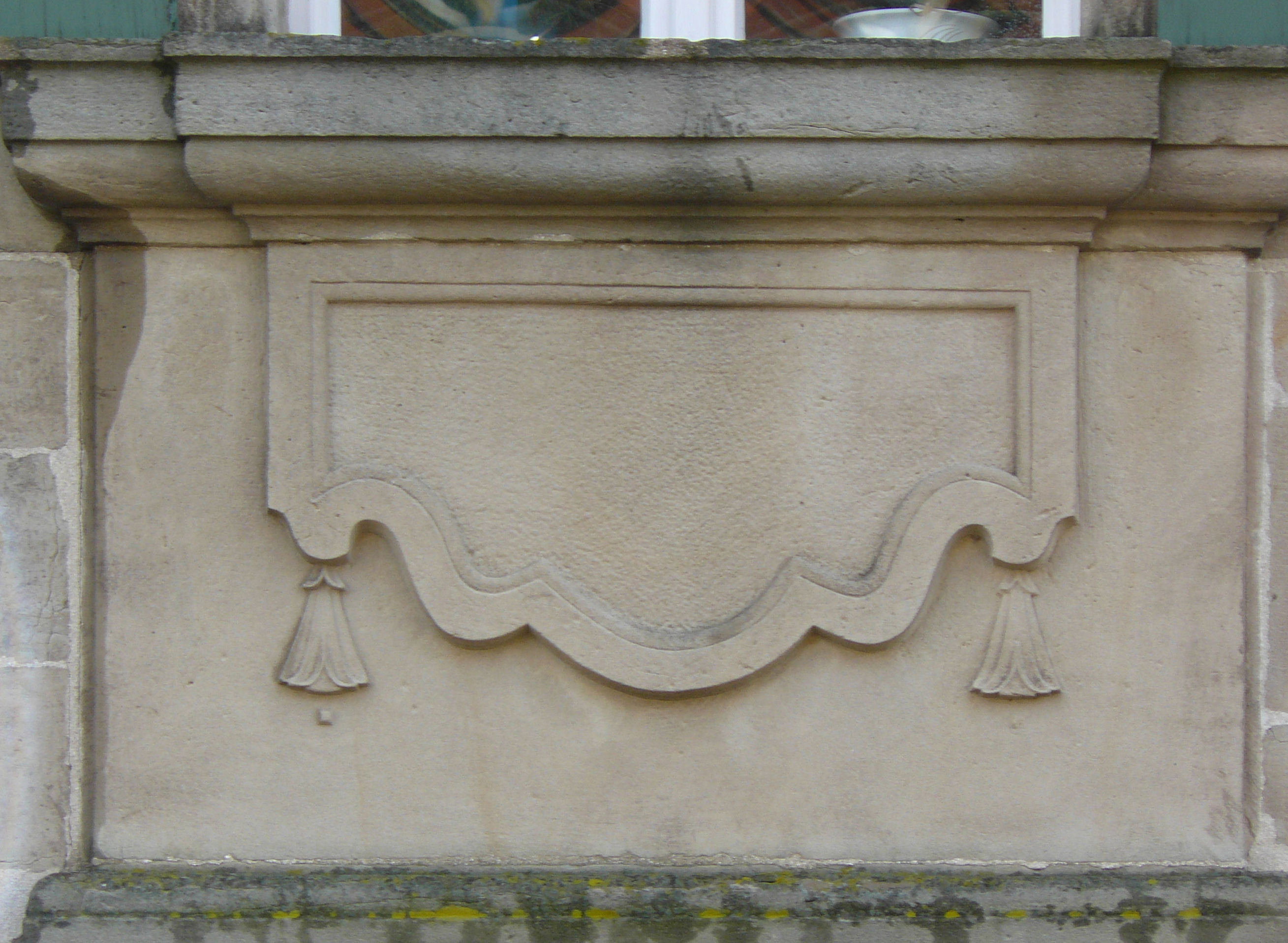
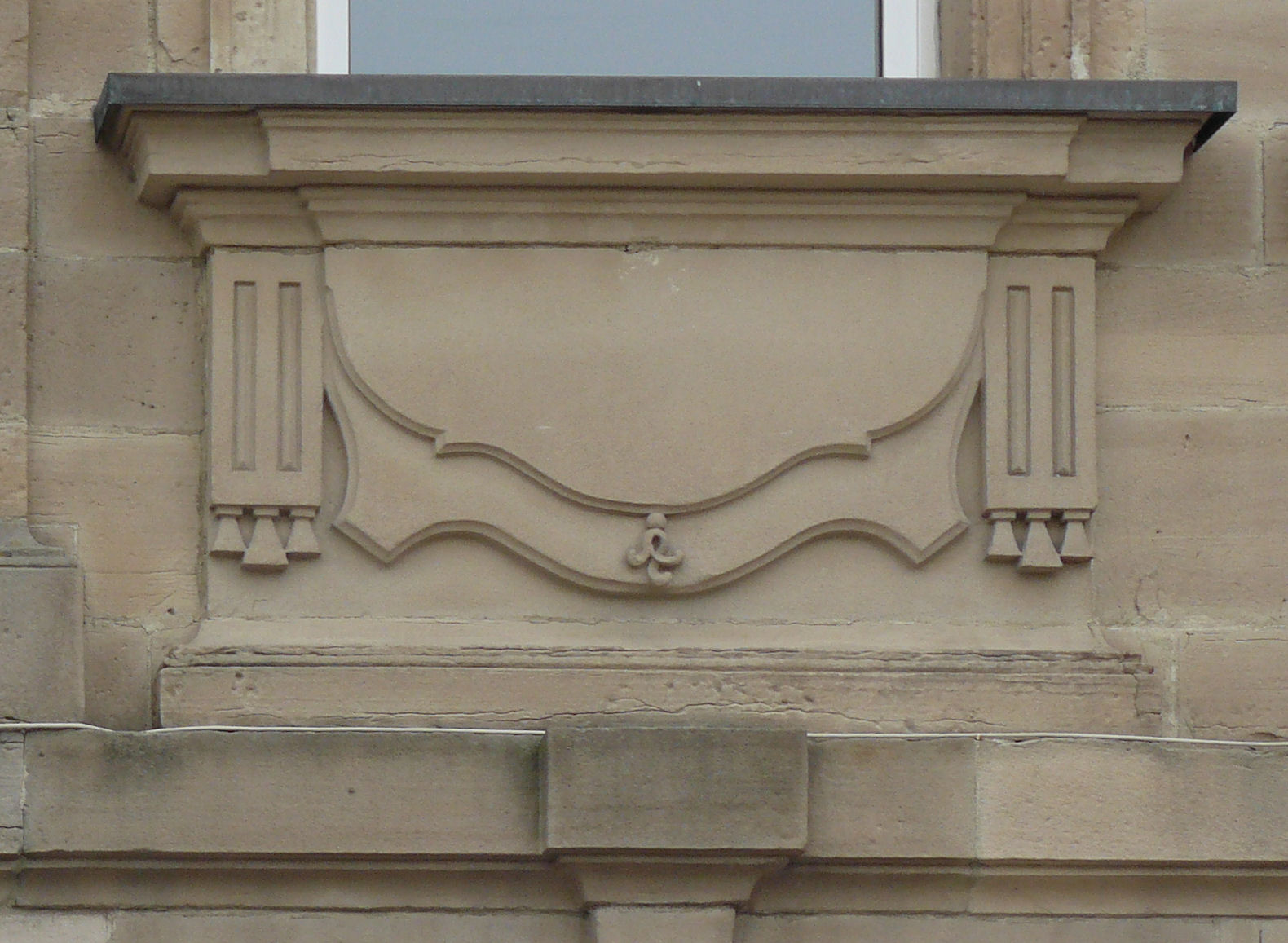
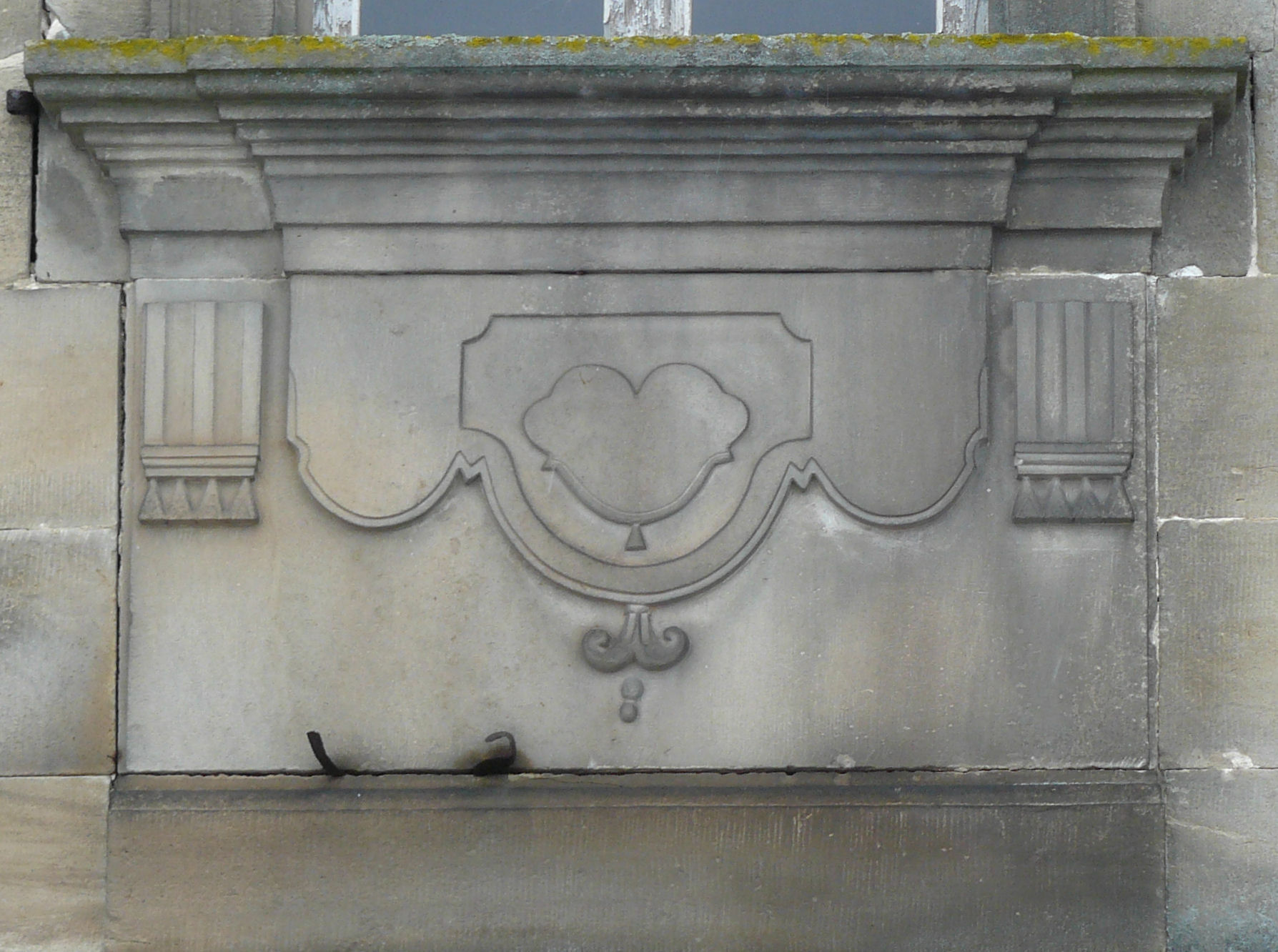
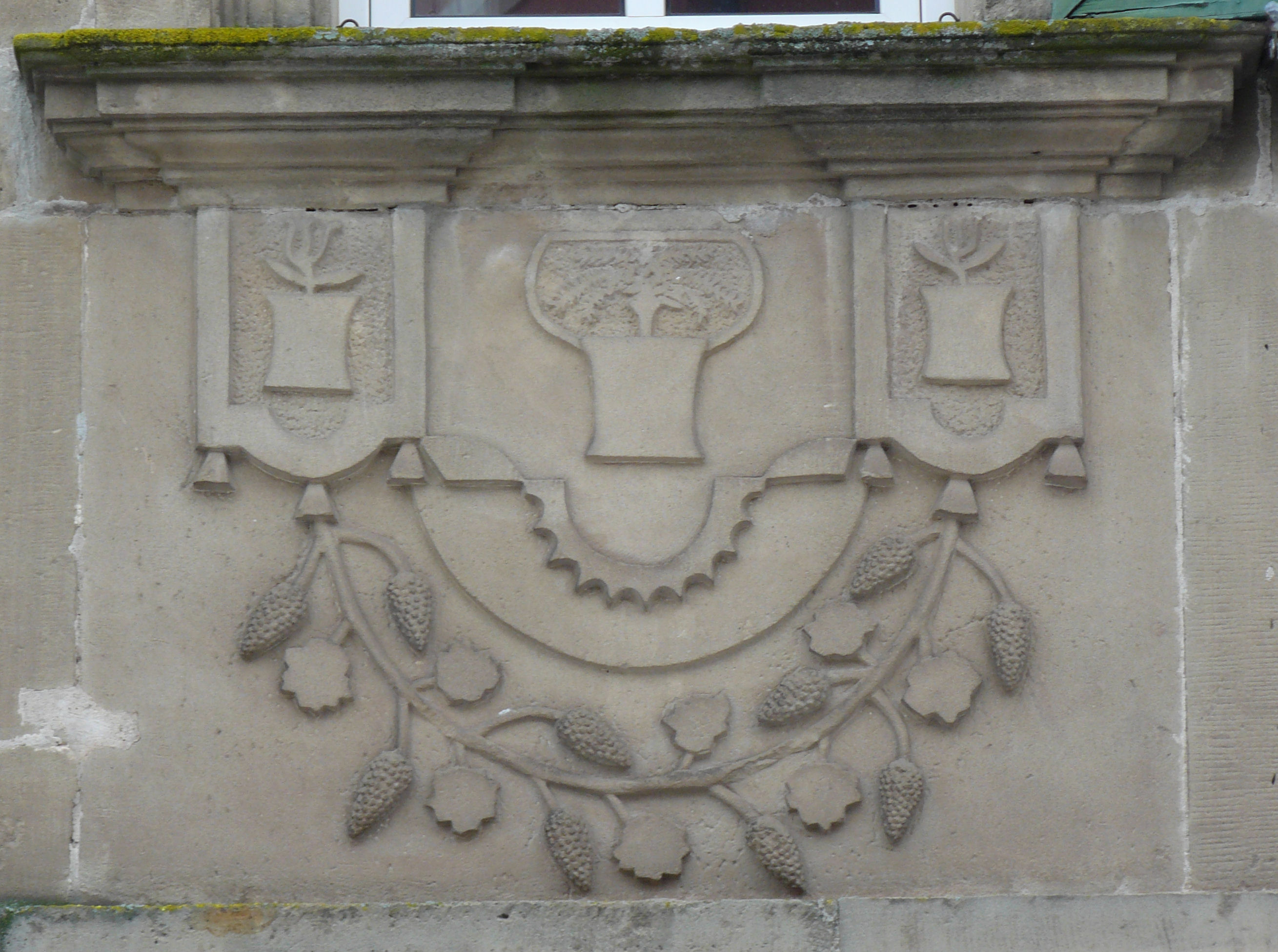
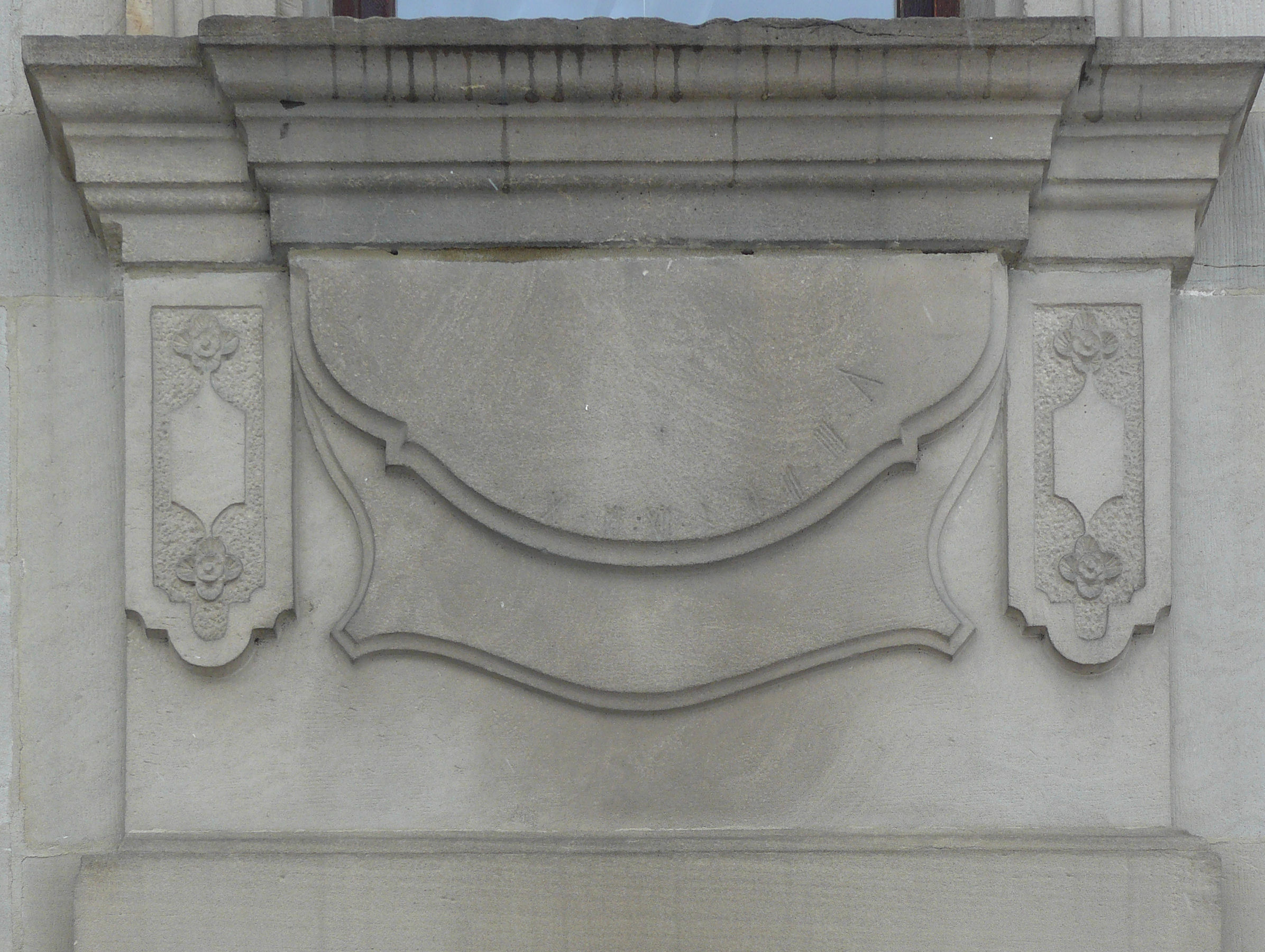
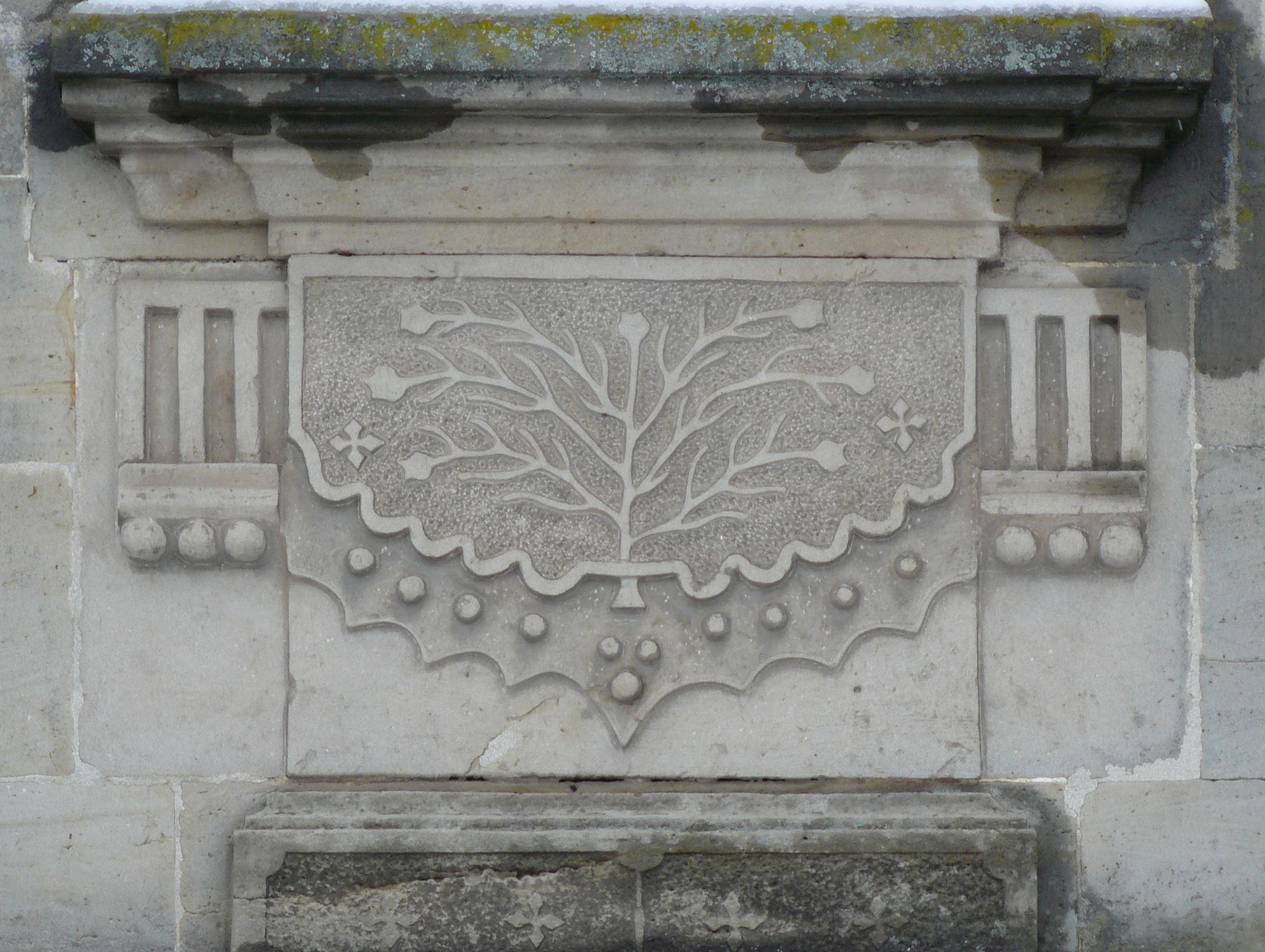
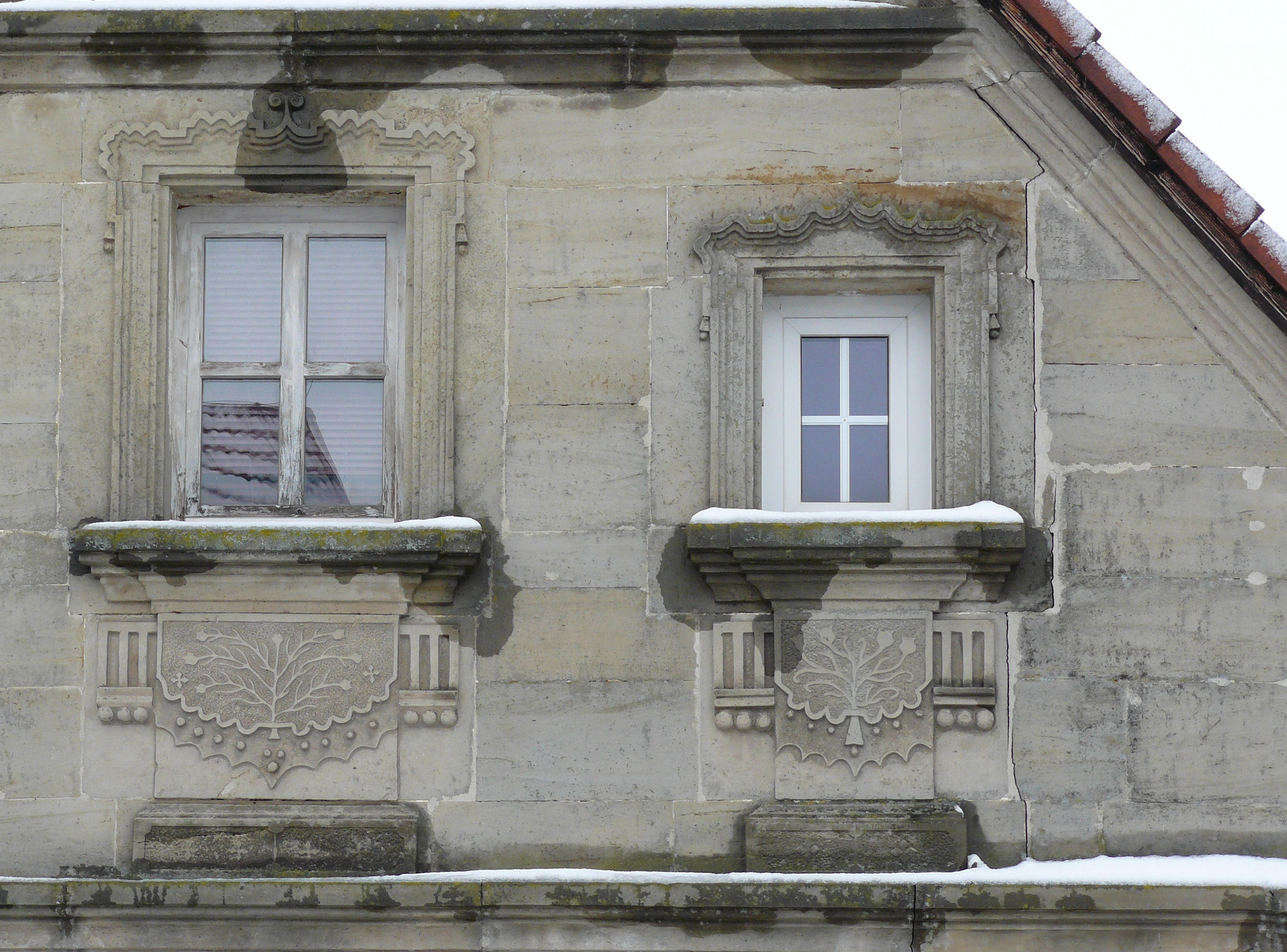
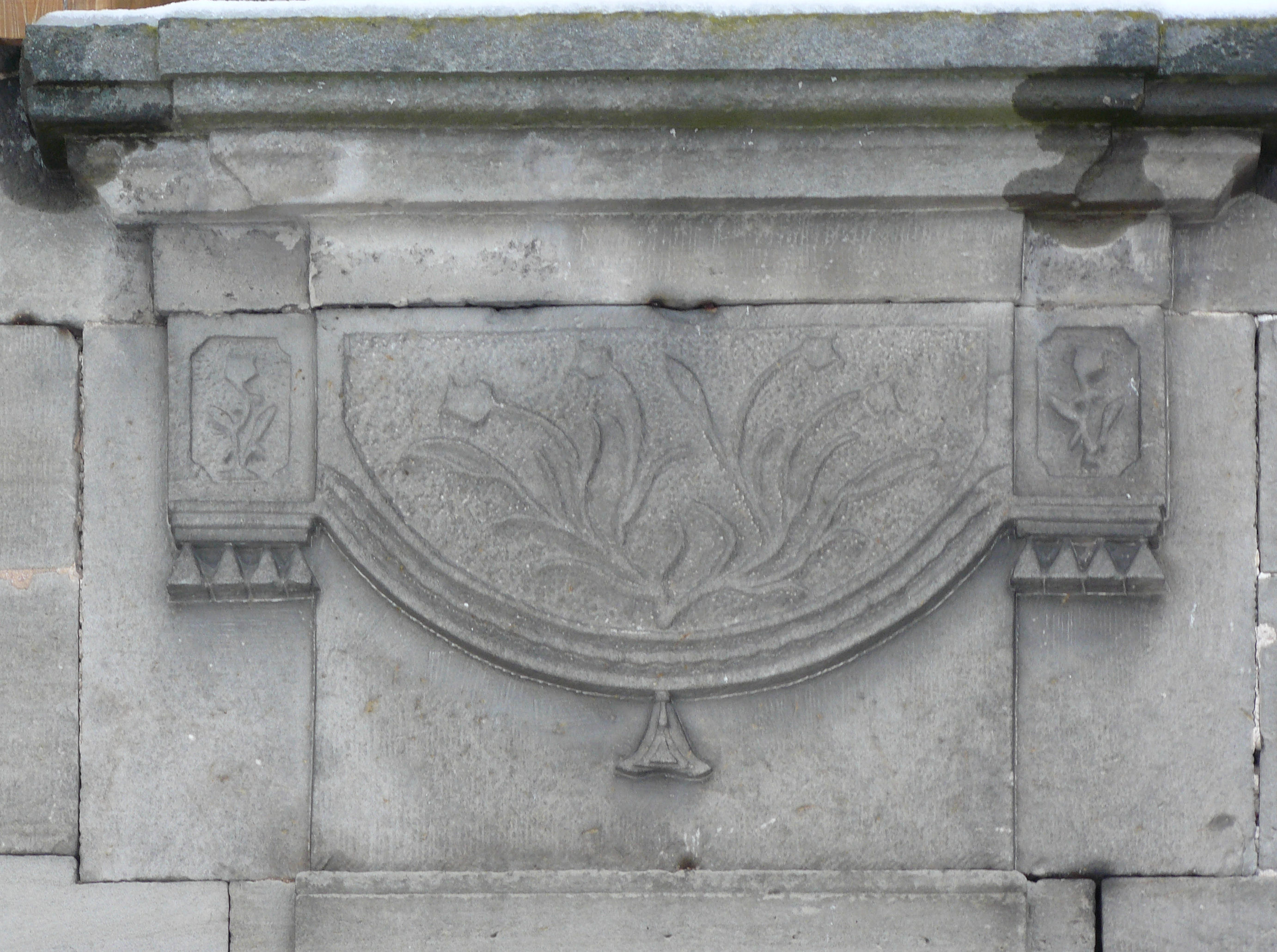
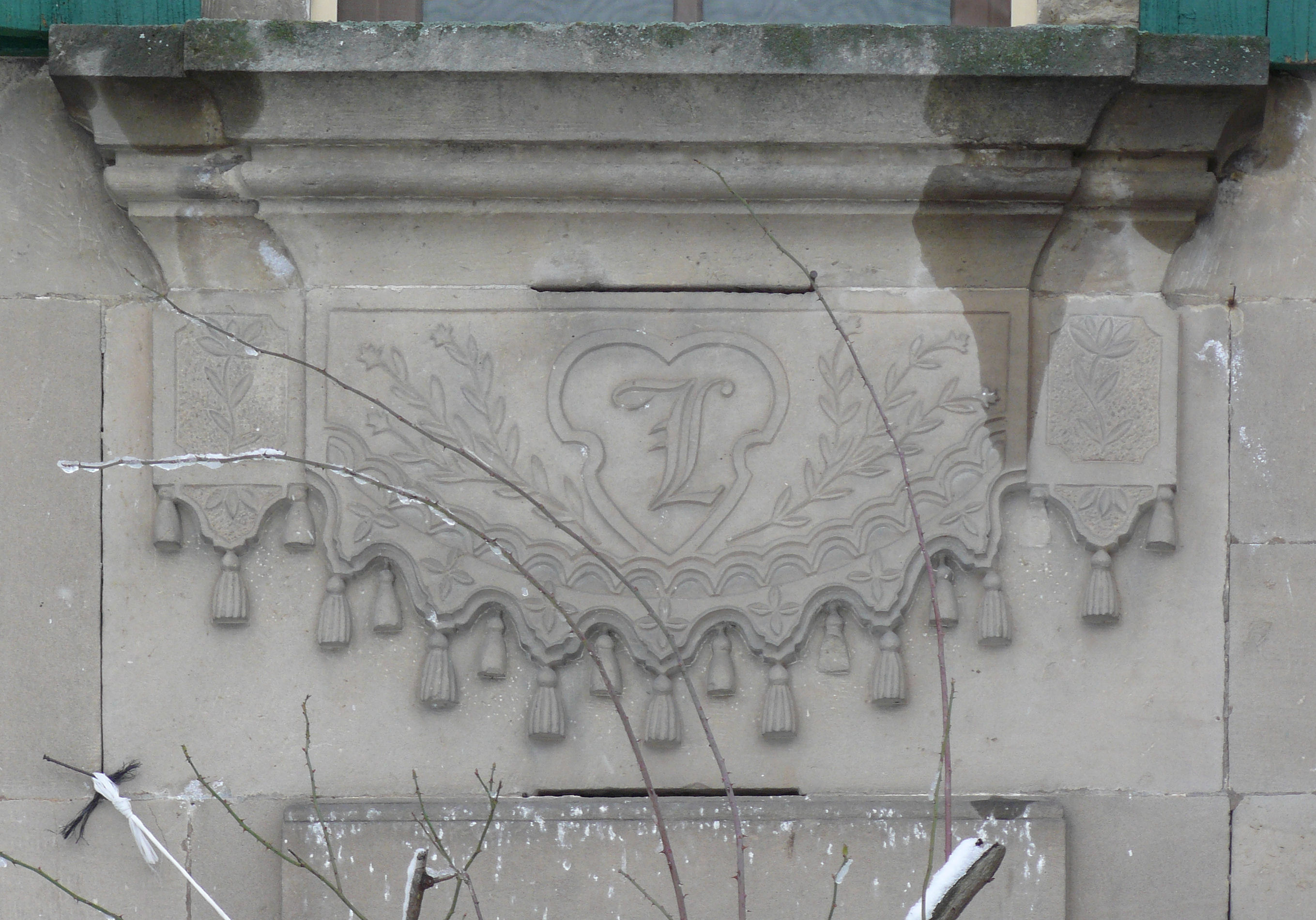
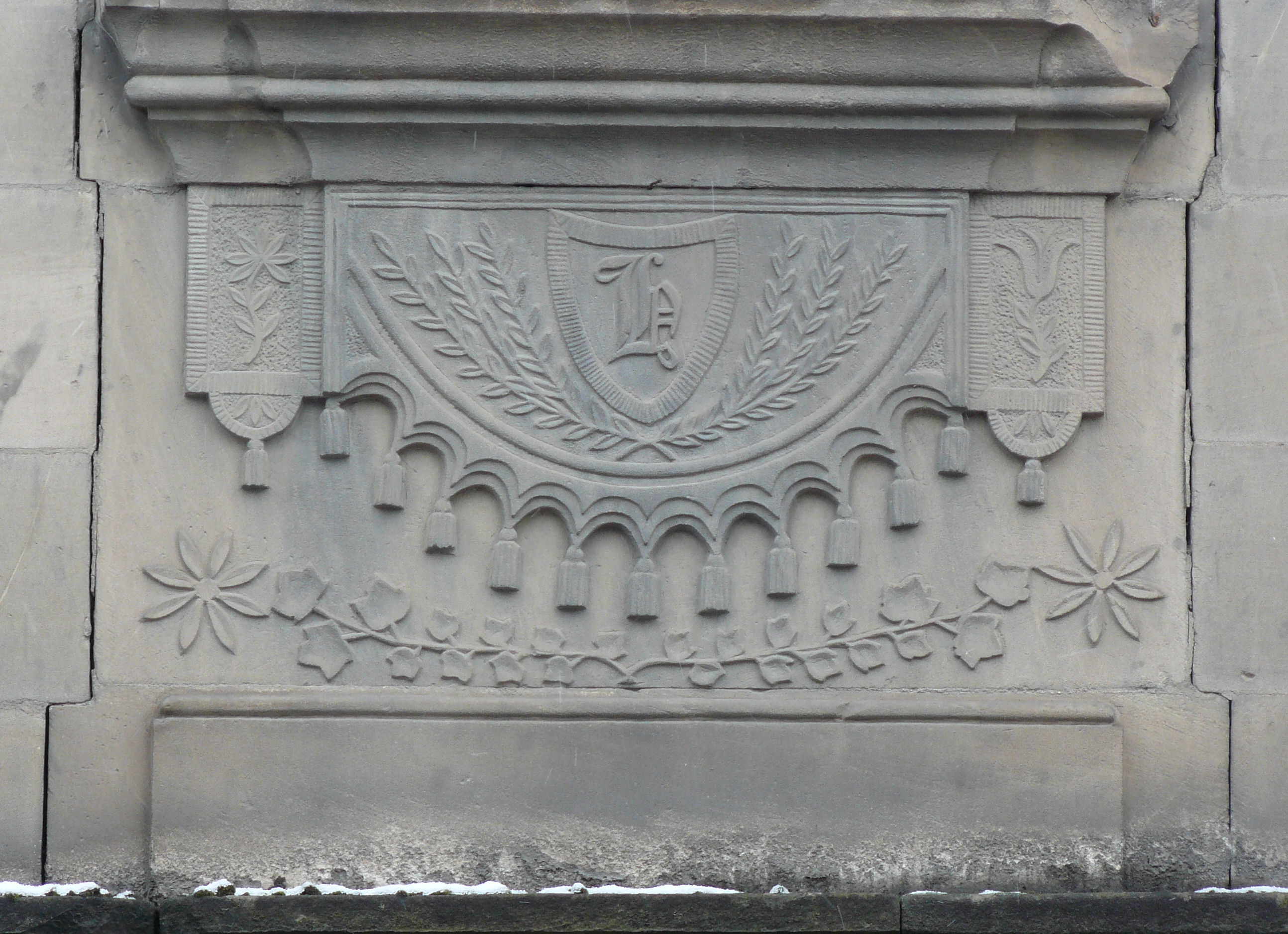
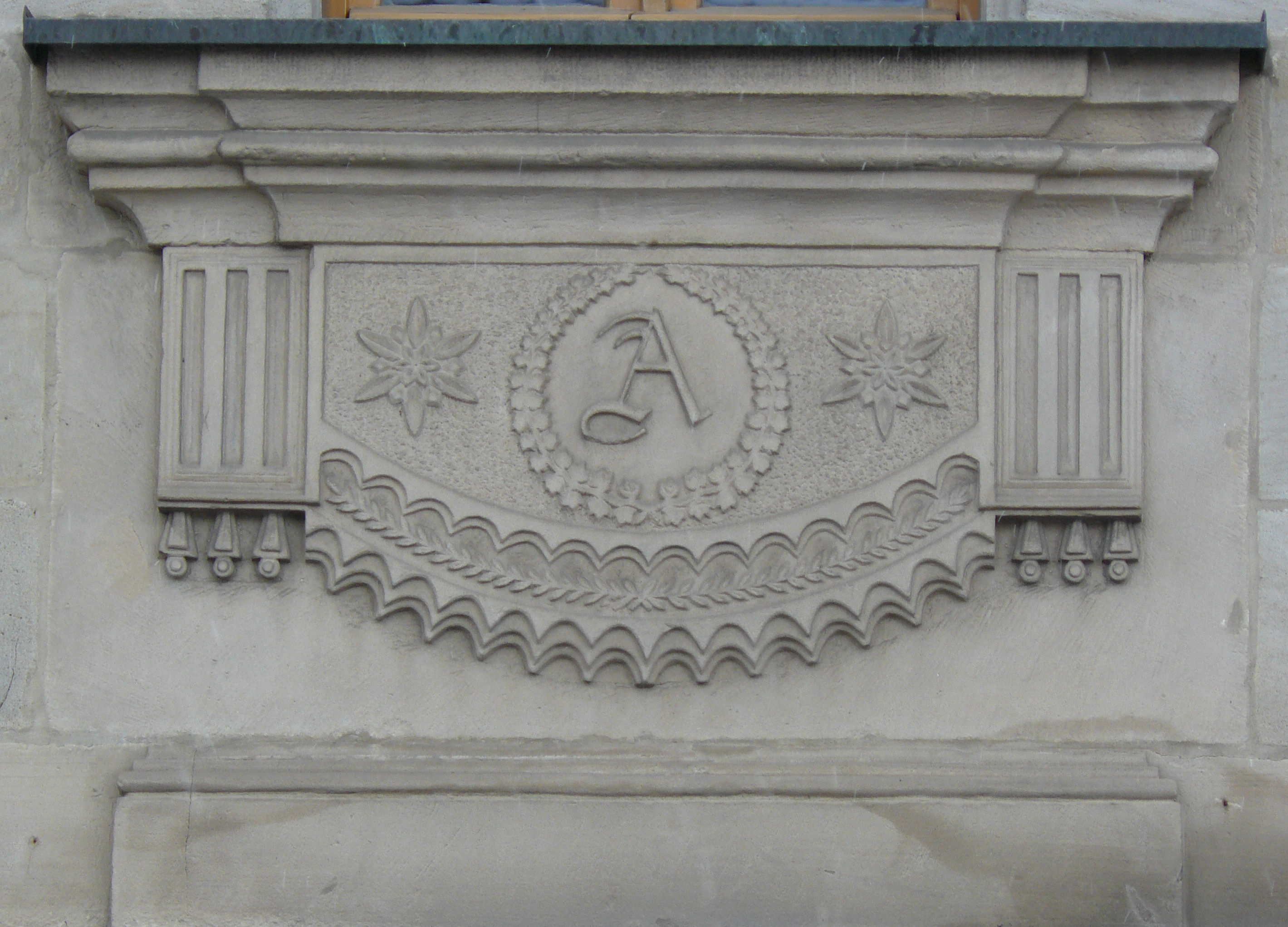
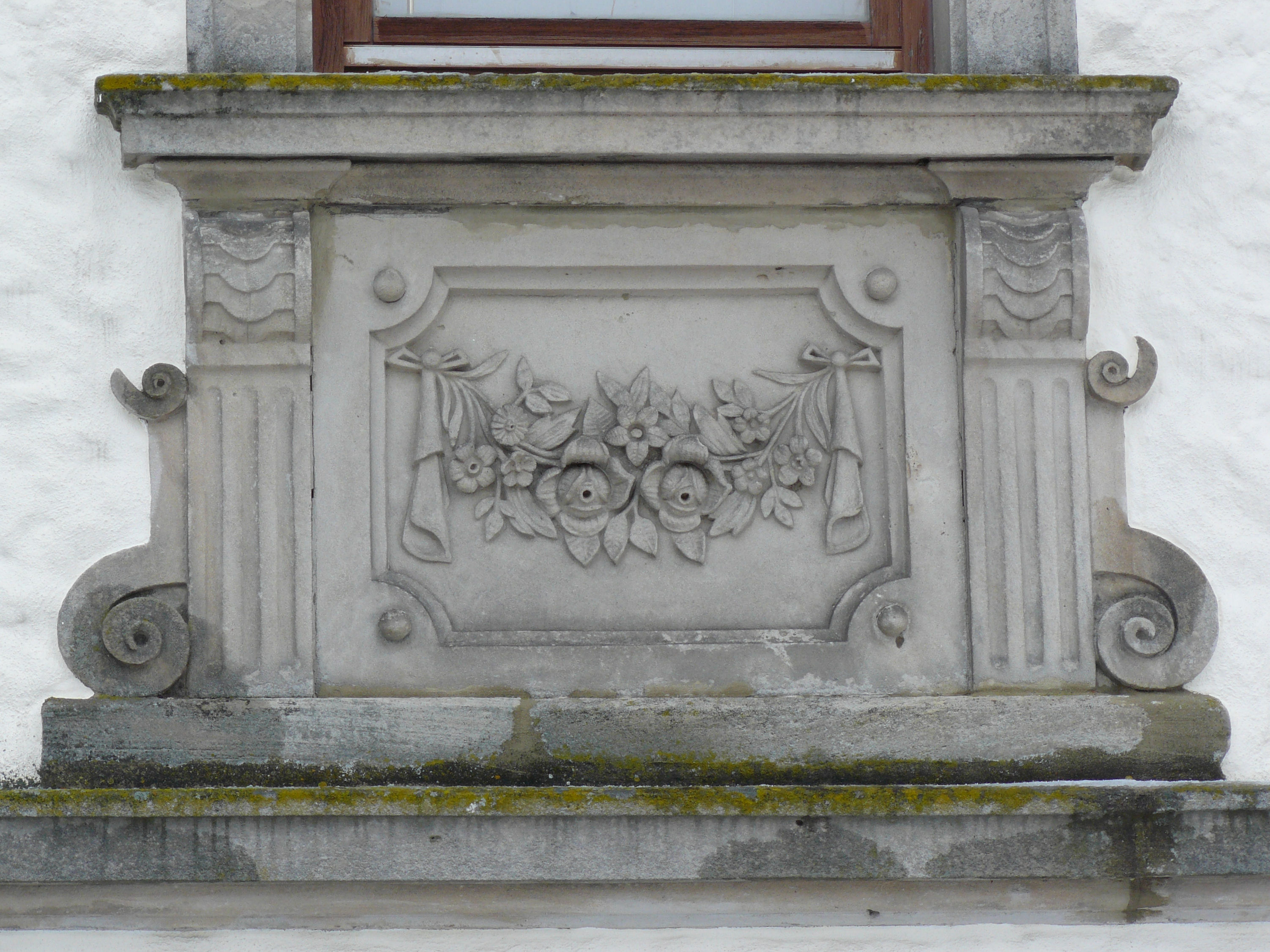

## Fensterschürzen bei Dachflächenfensten
Im modernen Bauwesen wird der Begriff Fensterschürze (auch Anschlussschürze) für ein technisches Detail zum Einbau von Dachflächenfenstern verwendet. Dort dient sie als Anschlussdichtung des Fensterrahmens an die Unterspannbahn bzw. das Unterdach.